# Ioulia Aoug
Ioulia Artourovna Aoug (en russe : Юлия Артуровна Ауг), née le 8 juin 1970 à Léningrad, est une actrice soviétique puis russe.

## Biographie et carrière
En juin 2015, elle a remporté un prix TEFI pour le rôle de Élisabeth Ire dans la série télévisée Ekaterina.

## Filmographie
- 2010 : Le Dernier Voyage de Tanya (Овсянки) d' Alekseï Fedortchenko
- 2012 : Les Femmes célestes de la prairie mari (Небесные жёны луговых мари)
- 2013 : Lieux intimes
- 2016 : Le Disciple (Ученик)
- 2018 : Leto (Лето)
- 2018 : L'Ange a une angine (У ангела ангина)
- 2018 : Dans le port de Cape-Town (В Кейптаунском порту)
- 2020 : Docteur Lisa (Доктор Лиза) de Oxana Karas
- 2021 : Compartiment n° 6 (Hytti Nro 6) de Juho Kuosmanen
- 2021 : More volnouietsia raz
- 2022 : La Femme de Tchaïkovski de Kirill Serebrennikov : la folle de l'église

## Distinctions

### Récompenses
- Kinotavr 2013 : prix de la meilleure actrice pour Lieux intimes[1]
- prix TEFI de la meilleure actrice dans la série télévisée pour le rôle de Élisabeth Ire dans Ekaterina en 2015.
- 30e cérémonie des Nika : Nika de la meilleure actrice pour Le Disciple[2]

### Nominations
- 27e cérémonie des Nika : Nika de la meilleure actrice pour Lieux intimes
- 32e cérémonie des Nika : Nika de la meilleure actrice dans un second rôle pour Leto